# Tony Defries
Tony Defries est un imprésario et homme d'affaires britannique né le 3 septembre 1943 à Rickmansworth, dans le Hertfordshire. Il est principalement connu pour avoir travaillé avec David Bowie dans la première moitié des années 1970.

## Biographie
Fils d'un Hispano-portugais et d'une Russe, Anthony Defries grandit à Croydon, dans le sud de Londres, et étudie le droit. Il entre en contact avec le monde de la musique pop au milieu des années 1960 : alors qu'il travaille au cabinet d'avocats de Martin Boston, il apporte son assistance au producteur Mickie Most dans le cadre d'une querelle l'opposant au groupe The Animals. Il fait également connaissance avec l'homme d'affaires Allen Klein, dont les méthodes impitoyables lui font forte impression.

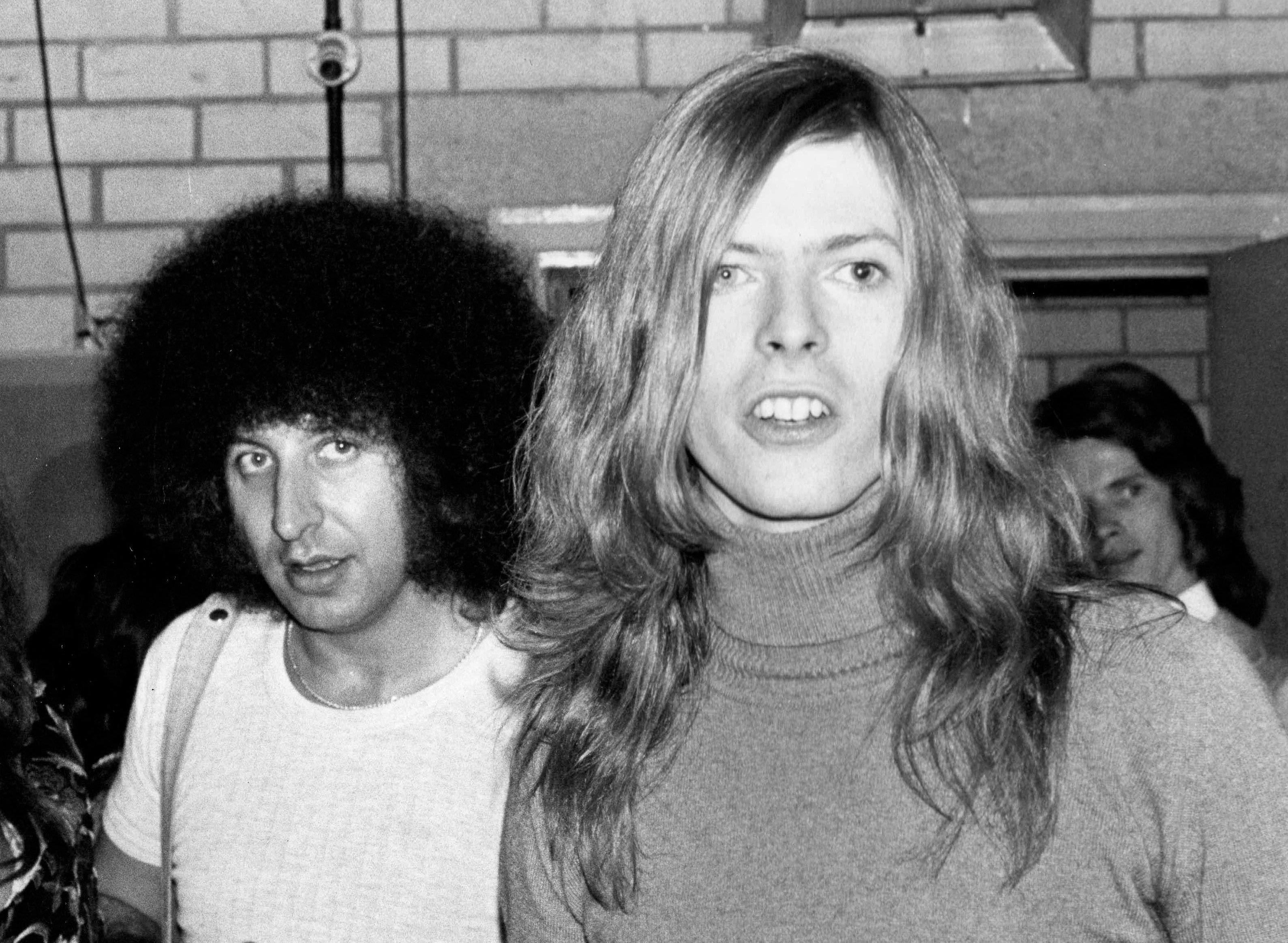
Tony Defries en 1971, avec David Bowie.

À la fin des années 1960, Defries et son collègue Laurence Myers fondent la société Gem Management. Avec son physique d'ourson, une barbe et une chevelure hirsutes, souvent vêtu d'un manteau en peau de lapin, il dégage une impression de magnat du show-biz, d'ambitieux brillant et beau-parleur, . En 1970, poussé par Angela Bowie, Defries devient l'imprésario de David Bowie, qui souhaite devenir une vedette et considère que son manager Kenneth Pitt n'est pas la bonne personne pour l'aider à atteindre cet objectif. Angie dira plus tard « Il était génial. C'était un voleur et un gangster, mais quand tu veux que certaines choses soient faites, qui recrutes-tu ? ».
De fait, grâce aux méthodes musclées de Defries, Bowie signe chez RCA Records en 1971 et rencontre le succès avec l'album The Rise and Fall of Ziggy Stardust and the Spiders from Mars l'année suivante.
Defries fonde en 1972 une nouvelle société, MainMan Ltd., pour gérer les différents artistes qu'il manage. Bowie croit être l'associé de Defries à parts égales, mais ce dernier est en réalité le seul actionnaire de MainMan. L'argent rapporté par les disques et les concerts de Bowie est utilisé pour alimenter la machine MainMan et le chanteur n'en voit quasiment pas la couleur, mais il fait entièrement confiance à Defries, qui lui fait signer ce qu'il veut.
Bowie ne prend conscience de la vérité que progressivement et décide de rompre son contrat avec Defries. Au terme d'une longue querelle juridique qui occupe la majeure partie de l'année 1975, un accord est conclu aux termes duquel Defries continue à bénéficier d'un pourcentage substantiel des bénéfices engendrés par la musique de Bowie (y compris celle qu'il produit par la suite) jusqu'au 30 septembre 1982, échéance originale du contrat les liant. Même après cette date, Defries continue à toucher un pourcentage sur la musique produite par Bowie entre 1975 et 1982. Ce n'est qu'en 1997 que Bowie est en mesure de racheter les derniers droits de publication détenus par Defries.